# دلتا مثلث
دلتا مثلث یک ستاره است که در صورت فلکی سه‌سو قرار دارد.